# Gambler
『Gambler』（ギャンブラー）は、日本のハードロックバンドaphasiaの5thアルバム。2006年8月発売。発売元はウッド・ベル。

## 概要
- aphasiaの5thフルアルバム。
- ウッド・ベル移籍後初アルバム。

## 収録曲
1. Dice to Paradise
（作詞：Manabu Kokado  作曲：Manabu Kokado）
2. ギャンブラー
（作詞：goe  作曲：goe）
3. Let me think
（作詞：luka  作曲：goe）
4. 冬の雨
（作詞：goe  作曲：goe）
5. 真昼の空に
（作詞：luka  作曲：jun）
6. Cry for love
（作詞：goe  作曲：goe）
7. レイン
（作詞：goe  作曲：goe）
8. ワイルド＆イノセント
（作詞：goe  作曲：goe）
9. High risk,Low return
（作詞：goe  作曲：goe）
10. Don't close your eyes <Instrumental>
（作曲：goe）
  - インスト。
11. ギラギラ
（作詞：luka  作曲：goe）

## 参加ミュージシャン
- 流風（luka） - ボーカル
- goe - ギター
- jun - ドラム

（Additional Musician）
- saki - ベース
- maki - キーボード
- Hitoshi Endo - キーボード
- Manabu Kokado - キーボード